# Drapelul Islandei

Proporții: 18:25

Steagul Islandei are o cruce scandinavă roșie cu margini albe pe un fundal albastru. Proporțiile steagului sunt 18:25. Este emblemă a țării de la independența sa proclamată la 17 iunie 1944.
Designul steagului seamănă cu cel al steagurilor danez, suedez, norvegian și finlandez, unde apare de asemenea crucea scandinavă deplasată spre lance.
Einar Benediktsson a proiectat un drapel albastru cu o cruce albă, numit “Hvítbláinn” ("albastru alb") care a fost arborat pentru prima oară în 1897. În 1912 guvernul danez a interzis arborarea primei versiuni a steagului islandez în timpul ceremoniilor de la Olimpiada din Stockholm. 
Versiunea actuală datează din 1915, când autoritățile daneze au obligat la incorporarea unei cruci roșii în desenul original al lui Einar Benediktsson, însă totuși a interzis arborarea sa în afara apelor teritoriale islandeze. La 1 decembrie 1918, guvernul danez a permis utilizarea drapelului islandez pe mare. 